# Oliver Bidlo
Oliver D. Bidlo (* 1973 in Essen) ist ein deutscher Kommunikationswissenschaftler, Soziologe, Publizist und Verleger.

## Leben
Oliver Bidlo studierte Kommunikationswissenschaft, Soziologie und Germanistik an der Universität Essen, von 2003 bis 2006 erhielt er ein Promotionsstipendium des Evangelischen Studienwerkes Villigst. 2006 wurde er in Essen mit einer Arbeit über Martin Bubers Dialogphilosophie zum Dr. phil. promoviert. Bidlo ist Professor für das Lehrgebiet Soziologie der Kommunikation und Organisation an der Fliedner Fachhochschule. Er arbeitet zudem als unabhängiger Forscher und u. a. als Lehrbeauftragter an der Ruhr-Universität Bochum und der Universität Duisburg-Essen.
2006 gründete er den Oldib Verlag, in dem er seine eigenen und fremde Fach- und Sachbücher sowie die Zeitschrift für Theater und Theaterpädagogik Thepakos publiziert, deren Herausgeber Bidlo ist. Seit April 2022 erscheint im Oldib Verlag zudem das akademische Jahrbuch der Deutschen Tolkien Gesellschaft „Hither Shore“, das internationale Forschungsbeiträge zu Tolkien und seiner Phantastik versammelt.
Bidlo verfasste zwei Monographien zu J. R. R. Tolkiens Werk. In seinem Buch Mythos Mittelerde (2002/2012) legte er dar, dass Tolkien im Herrn der Ringe und im kleinen Hobbit mit dem Stilmittel der mittelalterlichen Zahlenallegorese gearbeitet hat. Bestimmte Zahlen sind von Tolkien nicht zufällig gewählt, sondern mit weiteren Bedeutungen unterlegt, sie verweisen (intertextuell) auf weitere historische Erzählungen. Überdies macht sich Bidlo in seinem Band Sehnsucht nach Mittelerde? (2003/2013) für eine romantische Lesart des Herrn der Ringe stark. Dem bisher eher mediävistisch/mittelalterlich dominierten Blick auf diese Erzählung weist Bidlo als unscharf aus und betont, dass es sich bei der Konzeption des „Herrn der Ringe“ eher um eine romantische bzw. neoromantische Perspektivierung handelt, Tolkien selbst Anhänger der Geistesepoche der Romantik war. Dieser Gedanke wurde in jüngerer Vergangenheit von Julian Eilmann in seiner Dissertation „J. R. R. Tolkien – Romantiker und Lyriker“ (2016) aufgenommen und erweitert.
In einer Reihe von Monographien zu soziologischen und medientheoretischen Themen wendet sich Bidlo u. a. dem Tattoo und seiner sozialen und ästhetischen Bedeutung zu. Das Tattoo wird entgegen herkömmlicher Lesarten als ein konservativer Akt ausgewiesen, das überdies wesentlich eine identitätsbezogene, biographiestabilisierende und kommunikative Bedeutung hat. Den konservativen Akt sieht Bidlo zum einen in der semiotischen Stellung des Tattoos, das in seiner Bedeutung zwischen Innen und Außen changiert und vor dem Hintergrund einer beschleunigten und globalisierten Welt einen Anker und ein Maß an Unveränderbarkeit ausweist. Das Tattoo soll etwas konservieren, festhalten und vor Veränderung schützen, z. B. eine Idee, Überzeugung, Liebe oder Sichtweise auf die Welt.
Vor dem Hintergrund der Digitalisierung wendet sich Bidlo einer Veränderung der Medienästhetik zu (vgl. Bidlo 2019). Während eine solche Ästhetik bisher in erster Linie zwischen Produktion und Rezeption verortet wird, zeigt Bidlo auf, dass die durch digitale Medien geprägte Medienästhetik, eine triadische Struktur von Produktion, Distribution und Rezeption aufweist. Medienanthropologisch spricht Bidlo hier von der Medienfigur des Prodisumenten – im Gegensatz zu Tofflers Prosumenten –, der durch Produktion, Distribution und Konsumtion digitaler Inhalte geprägt ist. Daraus folgt überdies nach Bidlo ein Denken in Modulen: Die digitalen Artefakte sind Symbolcontainer, die immer wieder zu neuen, größeren Modulen zusammengefasst werden können. Ihre Dialektik bewegt sich einerseits zwischen der Reduktion von Wahlmöglichkeiten durch vorgegebene Versatzstücke. Andererseits ermöglichen diese Versatzstücke erst die Produktion neuer digitaler Artefakte, die gekennzeichnet sind von Iterationen und der Wiederkehr des Ähnlichen.
In seinem Ende 2023 erschienenen Band „Der Ausbruch des Phantastischen. Zur phantastischen Refiguration der Wirklichkeit“ wendet Bidlo sich dem Einfluss der Phantastik auf die Gesellschaft zu. Eine These ist hier, dass das Phantastische nicht mehr nur einen Unterhaltungswert besitzt, sondern tiefenästhetischen Einfluss auf die Gesellschaft hat.
Bidlo setzte sich in Monographien u. a. mit dem Medienphilosophen Vilém Flusser – der dazugehörige Band wurde 2020 ins Koreanische übersetzt –, dem Profiling, theatersoziologischen Aspekten sowie der Dialogphilosophie Martin Bubers auseinander. Bidlo arbeitete in den Bereichen Wissenssoziologie, Medientheorie, (Medien-)Ästhetik, der qualitativen Sozialforschung, Kriminologie, der Dialogforschung sowie der phantastischen Literatur und ihrer Bedeutung in der Gegenwart.
Bidlo ist Mitglied in der Deutschen Gesellschaft für Soziologie, der Martin-Buber-Gesellschaft und der Deutschen Tolkien Gesellschaft (DTG).

## Schriften (Auswahl)
- Martin Buber: Ein vergessener Klassiker der Kommunikationswissenschaft? Dialogphilosophie in kommunikationswissenschaftlicher Perspektive. Tectum, Marburg 2006 (Dissertation, Universität Essen, 2006).
- Vilém Flusser: Einführung. Oldib Verlag Oliver Bidlo, Essen 2008.
- Rastlose Zeiten: Die Beschleunigung des Alltags. Oldib Verlag Oliver Bidlo, Essen 2009.
- Tattoo: Die Einschreibung des Anderen. Oldib Verlag Oliver Bidlo, Essen 2010.
- Profiling: Im Fluss der Zeichen. Oldib Verlag Oliver Bidlo, Essen 2011.
- Securitainment: Medien als Akteure der Inneren Sicherheit. (Hrsg. mit Jo Reichertz und Carina Englert), VS Verlag, Wiesbaden 2011.
- Die Entdeckung des Neuen: Qualitative Sozialforschung als Hermeneutische Wissenssoziologie. (Hrsg. mit Norbert Schröer), VS Verlag, Wiesbaden 2011.
- Zwischen den Spiegeln. Neue Perspektiven auf die Phantastik. (Hrsg. mit Julian Eilmann und Frank Weinreich), Oldib Verlag Oliver Bidlo, Essen 2011.
- Tat-Ort Medien: Die Medien als Akteure und unterhaltsame Aktivierer. (Mit Jo Reichertz und Carina Englert), VS Verlag, Wiesbaden 2012.
- Mythos Mittelerde: Über Hobbits, Helden und Geschichte in Tolkiens Welt. Oldib Verlag Oliver Bidlo, Essen 2012 (2002).
- Sehnsucht nach Mittelerde? Oldib Verlag Oliver Bidlo, Essen 2013 (2003).
- Eine kurze Geschichte des Hofnarren. In: Thepakos. Interdisziplinäre Zeitschrift für Theater und Theaterpädagogik. Ausgabe 23, Jan. 2014, S. 4–8.
- Geerbte Felddaten. Möglichkeiten und Grenzen der Analyse. In: Poferl, Angelika, Reichertz, Jo (Hrsg.). Wege ins Feld – Methodologische Aspekte des Feldzugangs. Oldib Verlag Oliver Bidlo, Essen 2015, S. 375–383.
- Dialektik des Negativen. Probleme des positiven Journalismus. In: Deutscher Fachjournalisten-Verband (Hrsg.). Positiver Journalismus, UVK, Konstanz 2015, S. 37–48.
- O hominizado: comunicação e existência em Vilém Flusser. 2016.online
- Podlinnyi dialog [Echter Dialog]. In: Kultura dialoga. Razreshenie konfliktov [Dialogkultur. Konfliktlösung. Versöhnung]. Primirenie. / Sost. I. Solomadin. - Kiev: Dukh i Litera, 2016, S. 71–91.
- Schriften zum Theater. Oldib Verlag, Essen 2017.
- Methodologische Überlegungen zum Verhältnis von kommunikativem Konstruktivismus und hermeneutischer Wissenssoziologie. In: Reichertz, Jo, Tuma Rene (Hrsg.). Der Kommunikative Konstruktivismus bei der Arbeit. Beltz Juventa, Weinheim 2017, S. 144–158.
- Medienästhetisierung und Mediatisierung des Alltags als Formen der kommunikativen Konstruktion der Wirklichkeit. In: Reichertz, Jo, Bettmann, Richard (Hrsg.) (2018): Kommunikation – Medien – Konstruktion. Braucht die Mediatisierungsforschung den Kommunikativen Konstruktivismus? Springer VS, Wiesbaden, S. 171–192.
- Vom Flurfunk zum Scrollbalken. Mediatisierungsprozesse bei der Polizei. Oldib Verlag, Essen 2018.
- Die kommunikative Konstruktion von Kriminalitätsfurcht. In: Klukkert, Astrid, Feltes, Thomas, Reichertz, Jo (Hrsg.) (2019): Torn between Two targets: Polizeiforschung zwischen Theorie und Praxis. Verlag für Polizeiwissenschaft, Frankfurt/Main, S. 205–221
- Medienästhetik und Alltagswelt: Studien zur Mediatisierung. Oldib Verlag, Essen 2019.
- Bildung im Schatten? Eine hermeneutisch-wissenssoziologische Untersuchung zu Nachhilfeinstituten und digitalen Lernplattformen. Oldib Verlag, Essen 2020.
- Facetten der Kommunikationsmacht. Stellungnahmen, Illustrationen, Anregungen. (Hrsg. mit Norbert Schröer, Verena Keysers, Michael Roslon), Beltz/Juventa, Weinheim, Basel 2021.
- Der Ausbruch des Phantastischen. Zur phantastischen Refiguration der Wirklichkeit. Oldib Verlag, Essen 2023.